# 南极星软件公司
南极星软件公司（NJStar Software）是澳大利亚的一家软件公司。它最初为PC平台电脑开发南极星文书處理系统，分中文版、日文版和韩文版，用於讓英文版的Windows 9x可以支持對中文、日文、韓文的顯示和輸入。其后當 Windows 系統普及，開始推出 NJStar Communicator。现时澳大利亚不少大學的電腦室及网吧都有安裝他們的軟體，以便亞裔學生與家鄉的親友通讯。在90年代末中国电脑上也是受到热捧，还是十分著名的中文平台。和当时的《中文之星》、《四通利方》齐名。
隨後，因為Windows XP内建了較為完善的多語言支持，南極星的應用有所減少。
南极星是比较早推出中文输入法的公司之一。在中文输入法软件历史中具有举足轻重的作用。